# Hair Like Mine

Hair Like Mine

Hair Like Mine ("tóc giống như của tôi") là bức ảnh chụp năm 2009 của Pete Souza về một đứa trẻ 5 tuổi, Jacob Philadelphia, chạm vào đầu Tổng thống Hoa Kỳ Barack Obama. Philadelphia đã cùng gia đình mình đến Nhà Trắng thăm Obama và hỏi xem liệu mái tóc của Obama có giống với của mình không. Hình ảnh được mô tả là mang tính hình tượng và được coi là biểu tượng của cuộc đấu tranh giành quyền công dân của người Mỹ gốc Phi.

## Bối cảnh
Bức ảnh được Pete Souza chụp vào ngày 8 tháng 5 năm 2009 trong Phòng Bầu dục của Nhà Trắng. Souza chụp bức ảnh với tư cách là Nhiếp ảnh gia chính thức của Nhà Trắng. Gia đình của Philadelphia đến gặp Obama khi cha cậu là Carlton Philadelphia, một thành viên của Bộ An ninh Quốc gia, rời Nhà Trắng sau hai năm làm việc trong Hội đồng An ninh Quốc gia. Những bức ảnh chụp Tổng thống và gia đình đồng sự trong Ban điều hành lúc rời đi được gọi là 'departure photos' (ảnh chụp lúc ra đi).
Con trai của Carlton là Jacob Philadelphia nói rằng cậu có một câu hỏi cho Obama rồi nói rằng "Cháu muốn biết liệu tóc của bác có giống của cháu không?". Ban đầu, Jacob hỏi câu hỏi khẽ đến nỗi Obama yêu cầu cậu lặp lại. Obama trả lời "Tại sao cháu không chạm vào nó và tự xem thử xem?", rồi cúi đầu xuống. Jacob do dự và Obama bảo cậu "Hãy chạm vào đi, anh bạn!" Obama hỏi Jacob nghĩ thế nào và cậu trả lời cảm giác đúng là giống thật. Souza cũng tường thuật những gì Jacob đã nói "bạn bè cậu nói rằng cậu có kiểu tóc giống với tổng thống và cậu muốn biết liệu có thực sự đúng như vậy không... Cậu hỏi tổng thống liệu cậu có thể chạm vào đầu ông không, tổng thống liền cúi xuống và cậu chạm vào đầu ông". Bức ảnh của Souza ghi lại khoảnh khắc Obama cúi đầu xuống để Jacob có thể cảm nhận được mái tóc của ông.
Một cậu con trai khác của Carlton, Isaac, hỏi Obama về việc hủy sản xuất máy bay chiến đấu F-22 Raptor và nhận được câu trả lời rằng nó không khả thi về mặt tài chính. Các câu hỏi được đặt ra khi gia đình sắp rời đi; cha mẹ hai cậu bé không biết con họ sẽ hỏi tổng thống điều gì, và chính Souza lúc này cũng bị bất ngờ. Sự ngạc nhiên của Souza được phản ánh qua sự chụp vội và bố cục bức ảnh với cánh tay của Jacob Philadelphia che khuất khuôn mặt, anh trai Isaac bị mờ và đầu của cha mẹ cậu bé bị cắt khỏi khung hình.
Về sau vào năm 2014, Obama lại cúi đầu với một học sinh lớp một tên là Edwin Caleb trong chuyến thăm trường tiểu học Clarence Tinker tại Căn cứ Không quân MacDill. Cậu bé nhận xét rằng ông có mái tóc ngắn giống mình.

## Tác động
Sau đó, tại một sự kiện gây quỹ, Michelle Obama, vợ của Obama, cho biết rằng đây là bức ảnh duy nhất được trưng bày vĩnh viễn tại Nhà Trắng cùng với những bức ảnh khác được trưng bày định kỳ. Michelle cảm thấy rằng hình ảnh đó là biểu tượng của tiến bộ chính trị về quyền công dân cho người Mỹ gốc Phi khi nói với khán giả của mình rằng "Tôi muốn các bạn nghĩ về cậu bé da đen đó trong Phòng Bầu dục của Nhà Trắng chạm vào đầu của Tổng thống da đen đầu tiên".
Julia M. Klein, viết trên tờ Chicago Tribune, mô tả bức ảnh là sự nhắc nhở "chúng ta về sức nặng mang tính biểu tượng của nhiệm kỳ tổng thống đột phá này" và "thân thiện như những bức ảnh chụp Obama bên cạnh Đài tưởng niệm Martin Luther King Jr.". Jackie Calmes viết trên tờ The New York Times vào năm 2012, mô tả mức độ phổ biến của bức ảnh là "bằng chứng hữu hình" cho thấy "Obama vẫn là một biểu tượng mạnh mẽ cho người da đen, với một nguồn ủng hộ sâu sắc". Cố vấn của Obama, David Axelrod, treo bức ảnh này đóng khung trong văn phòng mình. Axelrod cảm thấy rằng bức ảnh cho thấy "đứa trẻ có thể đang nghĩ, 'Có lẽ mình có thể ở đây vào một ngày nào đó'." Trong cuộc phỏng vấn với The New York Times vào năm 2012, cha của Philadelphia cho biết rằng "Điều quan trọng đối với trẻ em da đen là thấy một người da đen làm tổng thống. Bạn có thể tin rằng có thể đạt được bất kỳ địa vị nào nếu nhìn thấy một người da đen có địa vị đó".
Tạp chí TIME mô tả đây là bức ảnh có tính "biểu tượng nhất" trong tất cả những hình Souza từng chụp về Obama. Souza mô tả tấm ảnh trong một cuộc phỏng vấn năm 2017 là "pha chụp tự phát" nhưng "đã chỉ cho bạn biết rất nhiều về ông [tổng thống] không chỉ sẵn sàng cúi xuống như vậy mà còn để cậu bé này chạm vào đầu mình". Theo Souza, những tương tác của Obama với trẻ em giúp ông có khoảng thời gian nghỉ ngơi thoải mái sau ngày làm việc.
Bức ảnh được đưa vào sách ảnh của Souza năm 2017 về nhiệm kỳ tổng thống của Obama, Obama: An Intimate Portrait: The Historic Presidency in Photographs, do Allen Lane xuất bản.
Vào ngày 27 tháng 5 năm 2022, Obama đã lên mạng xã hội để chúc mừng Jacob Philadelphia nhân dịp tốt nghiệp trung học của anh. Trong khi nói chuyện bằng video qua ứng dụng Zoom và sau đó được đăng trên Instagram, ông Obama đã nói với Jacob Philadelphia "Bác hy vọng chuyến thăm Nhà Trắng thực sự truyền cảm hứng cho cháu", Philadelphia trả lời "Vâng đúng là như vậy". Ông Obama nói "Bác nghĩ bức ảnh này thể hiện một trong những niềm hy vọng mà bác ấp ủ khi mới bắt đầu tranh cử .... Bác từng chia sẻ với Michelle và một số nhân viên suy nghĩ của mình rằng nếu bác chiến thắng, vào cái ngày bác tuyên thệ nhậm chức, những người trẻ tuổi, đặc biệt là người Mỹ gốc Phi, người da màu, người không thể hội nhập xã hội, những người đôi khi cảm thấy họ không thuộc về nơi này, những người thấy mình khác. Để gặp một người trông giống họ trong Phòng Bầu dục. Điều này sẽ khơi mở với trẻ em Da đen và trẻ em Mỹ Latinh, trẻ em đồng tính và trẻ gái - họ sẽ có thể nhìn thấy thế giới rộng mở ra cho họ.